# Барчинка
Барчинка — река в Новосибирской области России. Берёт начало в Барчинском болоте, протекает в юго-западном направлении через озёра Барчин, Чулым, Белое, Абдульское, Татарское, впадает в реку Ича слева. Длина реки составляет 22 км.

## Данные водного реестра
По данным государственного водного реестра России относится к Иртышскому бассейновому округу, водохозяйственный участок реки — Омь, речной подбассейн реки — Омь. Речной бассейн реки — Иртыш.